# Аверкамп, Антон
Антон Аверкамп (нидерл. Antonius Josephus (Anton) Averkamp; 1861—1934) — голландский певец, дирижёр, композитор, хормейстер, музыкальный педагог и музыкальный критик.

## Биография
Антон Аверкамп родился 18 февраля 1861 года в Голландии в местечке Cabauw, в семье старшего учителя Йоханнеса Теодоруса Аверкампа и Анны Катарины Марии Нойхуйс. Композитор Даниэль де Ланж обратил внимание на талантливые возможности юного дарования и впоследствии преподавал Аверкампу в течение четырёх лет.
Детство провёл в городе Амстердаме. Закончил коммерческое училище, но тяга к музыке оказалась сильней. В 1879 году он стал студентом Даниэля де Ланге у которого изучал игру фортепиано и теорию музыки. Начиная с 1883 года стал заниматься у Фридриха Киля в Берлинской высшей школе музыки. Через год он переехал в Мюнхен, где продолжил занятия с Йозефом Райнбергером.
В 1886 году он вернулся на родину и поселился в столице. Он устроился на работу в музыкальной школе Амстердама, где преподавал сольное и хоровое пения. Одновременно с этим на протяжении двух лет, Аверкамп сам брал уроки пения у Йоханнеса Мессарта.
С 1890 года стал дирижёром собственного хора (а капелла), с которым давал концерты составленные из произведений старинной музыки. Под его руководством хор вскоре приобрёл мировую известность.
С 1898 по 1910 год он выступал в роли музыкального критика в еженедельнике «De Groene Amsterdammer», который издается и в настоящее время.
В 1903 году он открыл свою собственную школу пения. С 1919 по 1933 год он занимал пост директора в музыкальной школе города Утрехта.
Как композитор Аверкамп написал несколько произведений для оркестра, скрипичную сонату, романсы и ряд других сочинений.
Антон Аверкамп умер 1 июня 1934 года в Бюссюме.